# ماهاولونا (آنکازوبه)
ماهاولونا (به لاتین: Mahavelona) یک منطقهٔ مسکونی در ماداگاسکار است که در آنالامانگا واقع شده‌است. ماهاولونا ۱۶٬۰۲۸ نفر جمعیت دارد.